# Skeleton nos Jogos Olímpicos de Inverno de 2010 - Masculino

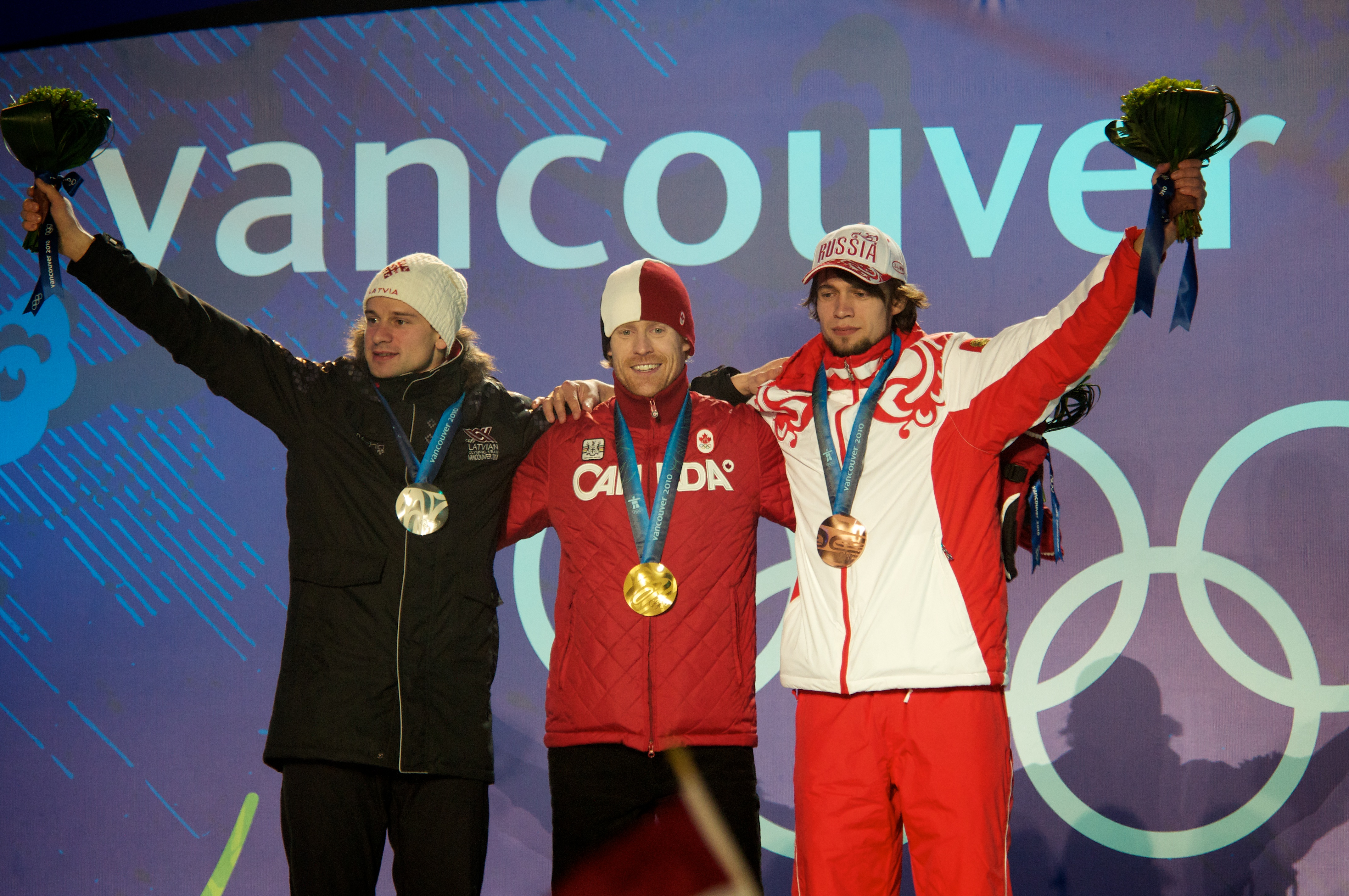
Medalhistas da prova

A competição masculina do skeleton nos Jogos Olímpicos de Inverno de 2010 foi disputada no Whistler Sliding Centre em Whistler, Colúmbia Britânica, entre 18 e 19 de fevereiro.

## Medalhistas
| Ouro   | CAN Jon Montgomery      |
| Prata  | LAT Martins Dukurs      |
| Bronze | RUS Alexander Tretiakov |

## Resultados
As duas primeiras corridas ocorreram em 18 de fevereiro e as duas finais no dia 19.
| Pos.              | Bib | Atleta                    | 1ª descida | 1ª descida | 2ª descida | 2ª descida | 3ª descida | 3ª descida | 4ª descida | 4ª descida | Tempo total | Dif.  |
| Pos.              | Bib | Atleta                    | ST         | TT         | ST         | TT         | ST         | TT         | ST         | TT         | Tempo total | Dif.  |
| ----------------- | --- | ------------------------- | ---------- | ---------- | ---------- | ---------- | ---------- | ---------- | ---------- | ---------- | ----------- | ----- |
| Medalha de ouro   | 5   | CAN Jon Montgomery        | 4.62       | 52.60      | 4.63       | 52.57      | 4.65       | 52.20      | 4.61       | 52.36      | 3:29.73     | +0.00 |
| Medalha de prata  | 1   | LAT Martins Dukurs        | 4.53       | 52.32      | 4.54       | 52.59      | 4.55       | 52.28      | 4.53       | 52.61      | 3:29.80     | +0.07 |
| Medalha de bronze | 8   | RUS Alexander Tretiakov   | 4.52       | 52.70      | 4.48       | 53.05      | 4.53       | 52.30      | 4.50       | 52.70      | 3:30.75     | +1.02 |
| 4                 | 4   | LAT Tomass Dukurs         | 4.66       | 52.94      | 4.66       | 52.88      | 4.68       | 52.62      | 4.65       | 52.69      | 3:31.13     | +1.40 |
| 5                 | 12  | USA Zach Lund             | 4.72       | 53.04      | 4.74       | 52.85      | 4.74       | 52.57      | 4.71       | 52.81      | 3:31.27     | +1.54 |
| 6                 | 6   | GBR Kristan Bromley       | 4.70       | 52.91      | 4.75       | 52.89      | 4.70       | 52.70      | 4.70       | 52.80      | 3:31.30     | +1.57 |
| 7                 | 2   | GER Frank Rommel          | 4.67       | 52.90      | 4.70       | 53.25      | 4.70       | 52.55      | 4.67       | 52.70      | 3:31.40     | +1.67 |
| 8                 | 15  | AUT Matthias Guggenberger | 4.65       | 52.75      | 4.62       | 53.02      | 4.70       | 53.03      | 4.66       | 53.01      | 3:31.81     | +2.08 |
| 9                 | 10  | CAN Jeff Pain             | 4.81       | 53.03      | 4.87       | 53.18      | 4.80       | 53.00      | 4.79       | 52.65      | 3:31.86     | +2.13 |
| 10                | 3   | GER Sandro Stielicke      | 4.78       | 53.18      | 4.83       | 53.24      | 4.78       | 52.64      | 4.76       | 53.02      | 3:32.08     | +2.35 |
| 11                | 14  | NZL Ben Sandford          | 4.80       | 53.11      | 4.84       | 53.32      | 4.82       | 52.90      | 4.86       | 53.26      | 3:32.59     | +2.86 |
| 12                | 17  | RUS Sergey Chudinov       | 4.64       | 53.64      | 4.72       | 53.26      | 4.70       | 53.13      | 4.68       | 52.92      | 3:32.95     | +3.22 |
| 13                | 7   | GER Mirsad Halilović      | 4.75       | 53.09      | 4.79       | 53.87      | 4.77       | 52.92      | 4.77       | 53.24      | 3:33.12     | +3.39 |
| 14                | 9   | USA Eric Bernotas         | 4.75       | 53.23      | 4.79       | 53.55      | 4.73       | 53.33      | 4.76       | 53.16      | 3:33.27     | +3.54 |
| 15                | 21  | FRA Gregory Saint-Genies  | 4.76       | 53.40      | 4.78       | 53.16      | 4.80       | 53.32      | 4.80       | 53.43      | 3:33.31     | +3.58 |
| 16                | 18  | SUI Pascal Oswald         | 4.76       | 53.77      | 4.76       | 53.68      | 4.73       | 53.00      | 4.76       | 53.30      | 3:33.75     | +4.02 |
| 17                | 13  | USA John Daly             | 4.66       | 54.08      | 4.74       | 53.65      | 4.65       | 53.23      | 4.64       | 53.05      | 3:34.01     | +4.28 |
| 18                | 16  | GBR Adam Pengilly         | 4.68       | 53.75      | 4.71       | 54.17      | 4.76       | 53.36      | 4.73       | 53.23      | 3:34.51     | +4.78 |
| 19                | 23  | JPN Shinsuke Tayama       | 4.77       | 53.94      | 4.81       | 53.84      | 4.77       | 54.03      | 4.76       | 53.36      | 3:35.17     | +5.44 |
| 20                | 20  | JPN Kazuhiro Koshi        | 4.91       | 54.02      | 4.90       | 54.10      | 4.87       | 53.74      | 4.84       | 53.42      | 3:35.28     | +5.55 |
| 21                | 19  | SLO Anže Šetina           | 4.72       | 54.50      | 4.72       | 54.35      | 4.69       | 53.75      | 99.99 !    |            | 2:42.60     | 99 !  |
| 22                | 27  | KOR Cho In-ho             | 4.87       | 54.46      | 4.88       | 54.42      | 4.84       | 54.28      | 99.99 !    |            | 2:43.16     | 99 !  |
| 23                | 22  | AUS Anthony Deane         | 4.69       | 54.55      | 4.70       | 54.12      | 4.87       | 54.68      | 99.99 !    |            | 2:43.35     | 99 !  |
| 24                | 25  | ESP Ander Mirambell       | 4.80       | 54.77      | 4.79       | 54.59      | 4.79       | 54.26      | 99.99 !    |            | 2:43.62     | 99 !  |
| 25                | 26  | IRL Patrick Shannon       | 4.77       | 55.18      | 4.78       | 55.20      | 4.79       | 54.60      | 99.99 !    |            | 2:44.98     | 99 !  |
| 26                | 28  | ITA Nicola Drocco         | 4.69       | 55.77      | 4.72       | 54.60      | 4.73       | 54.97      | 99.99 !    |            | 2:45.34     | 99 !  |
| 99 !              | 24  | NZL Iain Roberts          | 4.87       | 55.21      | 4.93       | 57.58      | 99.99 !    | 99.99 !    |            |            | DNS         | 99 !  |
| 99 !              | 11  | CAN Michael Douglas       | 4.67       | 52.83      | 4.69       | 53.04      | 99.99 !    | 99.99 !    |            |            | DSQ         | 99 !  |

Legenda
| Recorde mundial      | Recorde mundial (World record)               |                       | Recorde africano                      | Recorde africano (African) |                                           | Q | Classificado por posição (Qualified) |
| Recorde olímpico     | Recorde olímpico (Olympic record)            | Recorde da América    | Recorde da América (Americas)         | q                          | Classificado por melhor tempo (Qualified) |   |                                      |
| Melhor marca do ano  | Melhor marca do ano (World leading)          | Recorde asiático      | Recorde asiático (Asian)              | DNS                        | Não largou (Did not start)                |   |                                      |
| Recorde nacional     | Recorde nacional (National record)           | Recorde europeu       | Recorde europeu (European)            | DNF                        | Não terminou (Did not finish)             |   |                                      |
| Recorde pessoal      | Recorde pessoal do atleta (Personal best)    | Recorde da Oceania    | Recorde da Oceania (Oceania)          | DSQ / DQ                   | Desclassificado (Disqualified)            |   |                                      |
| Recorde da temporada | Recorde da temporada do atleta (Season best) | Recorde sul-americano | Recorde sul-americano (South America) | NM                         | Sem marca (No mark)                       |   |                                      |